# Kulturåret 1770

## Födda
- 1 januari – Johan Peter Lewenhagen (död 1832), svensk skådespelare och teaterdirektör.
- 18 februari – Christian Heinrich Rinck (död 1846), tysk organist och kompositör.
- 3 mars – Johan Wilhelm Palmstruch (död 1811), svensk tecknare och gravör.
- 20 mars – Friedrich Hölderlin (död 1843), tysk författare och översättare.
- 27 mars – Eleonora Charlotta d'Albedyhll, svensk poet
- 27 mars – Sophie Mereau (död 1806), tysk författare.
- 7 april – William Wordsworth (död 1850), brittisk poet.
- 17 april – Per Adolf Granberg (död 1841), svensk författare.
- 4 maj – François Gérard (död 1837), fransk målare.
- 9 oktober – Eleonora Säfström, svensk skådespelare
- 23 oktober – Lisette Stenberg, svensk skådespelare, sångare och pianist.
- 19 november – Bertel Thorvaldsen (död 1844), dansk skulptör.
- 16 december – Ludwig van Beethoven (död 1827), tysk kompositör.
- okänt datum – Eva Maria Björck, svensk konstnär
- okänt datum – Charlotte Elisabeth Falksson (död 1831), svensk konstnär och översättare.

## Avlidna
- 23 mars – Martin Mijtens d.y. (född 1695), svensk-österrikisk emalj-, miniatyr- och porträttmålare.
- 27 mars – Giovanni Battista Tiepolo (född 1696), italiensk målare.
- 30 maj – François Boucher (född 1703), fransk målare.
- 13 juni – Diamante Medaglia Faini (född 1724), italiensk poet.
- 21 juli – Charlotta Frölich (född 1696), svensk författare.
- 17 juni – Charles-Gabriel Porée ((född 1685), fransk författare.
- 8 juli – Suzuki Harunobu (född 1724), japansk träsnittskonstnär.